# Johannes Löwer
Johannes Löwer (* 20. November 1944 in Wien) ist Biochemiker, Arzt, Professor für Medizinische Virologie und ehemaliger Präsident des Paul-Ehrlich-Instituts (PEI). Vom 1. Dezember 2009 bis 20. Oktober 2010 war er Präsident des Bundesinstituts für Arzneimittel und Medizinprodukte (BfArM), dem er bereits seit 2007 kommissarisch vorstand.
Löwer studierte von 1963 bis 1969 Medizin in Würzburg und Tübingen. 1970 promovierte er zum Dr. med. mit einer Dissertation über Probleme der Dokumentation und Statistik in der Geburtshilfe. Von 1970 bis 1974 studierte er in Tübingen Biochemie. 1975 schloss er als Diplom-Biochemiker ab. Die Habilitation im Fach „Medizinische Virologie“ erfolgte 1990 im Fachbereich Humanmedizin der Johann Wolfgang Goethe-Universität in Frankfurt am Main.
Seit 1981 arbeitet Löwer am Paul-Ehrlich-Institut, zunächst als Wissenschaftler, von 1982 bis 1991 als Leiter des Fachgebiets Zytologie, von 1988 bis 1991 als Leiter der Abteilung Virologie. 1991 übernahm er die Funktion des ständigen Vertreters des Präsidenten des PEI. Von Oktober 1999 bis Juni 2001 war er kommissarischer Leiter des PEI, von 2001 bis November 2009 dessen Präsident.